# Osamu Tezuka

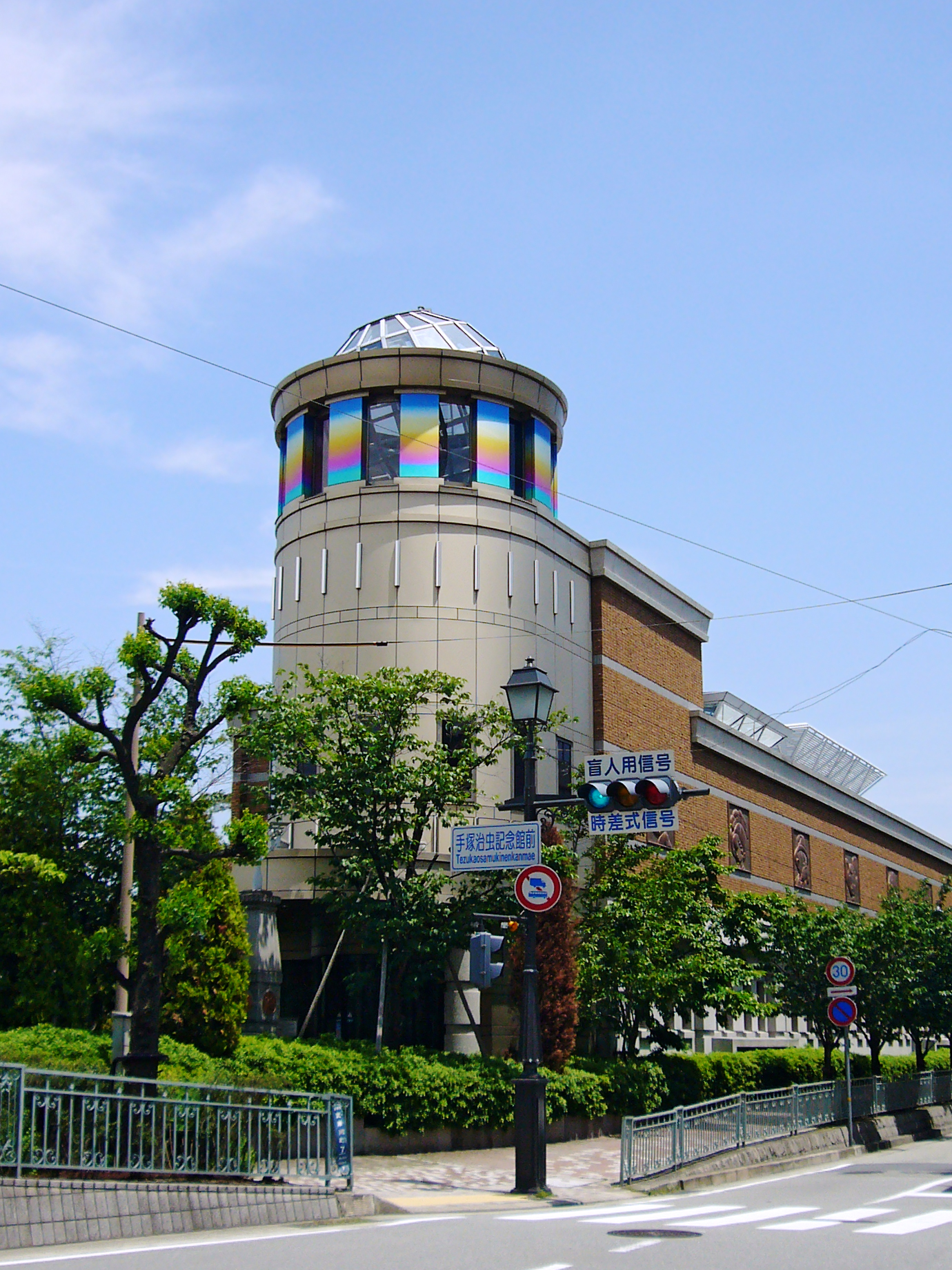
Takarazuka Municipal Tezuka Osamu Memorial Art Museum in Takarazuka, Hyogo prefectuur, Japan

Osamu Tezuka (手塚治虫, Tezuka Osamu, Toyonaka, Osaka, 3 november 1928 – Chiyoda, 9 februari 1989) was een Japans mangaka en animator. Vanaf zijn debuut in 1946 tot zijn overlijden in 1989 bevond hij zich op de voorgrond van de manga-scène in Japan. Omwille van zijn grote hoeveelheid werken, vernieuwende technieken, populariteit en invloed, wordt hij beschouwd als de vader van de manga. Hij wordt vaak de “God van manga” (漫画の神様, Manga no Kami-sama) genoemd.

## Jonge jaren
Osamu Tezuka werd geboren in Osaka, maar groeide op in het nabijgelegen stadje Takarazuka. Zijn ouders waren progressief. Zij maakten deel uit van de hogere middenklasse en hadden een grote belangstelling voor kunst. Zijn moeder hield van drama en zijn vader van film. Als kind tekende Tezuka veel. Toen al toonde hij een opmerkelijk talent.
Tijdens zijn jeugd was hij getuige van de militarisering en de steeds belangrijker wordende rol van propaganda in Japan. Hij ondervond de gevolgen van de Tweede Wereldoorlog aan den lijve toen hij als tiener getuige was van de luchtaanval op Osaka. Dit bewoog hem ertoe vrede en respect voor alle levende wezens te verkondigen in zijn oeuvre.
Disney-strips en tekenfilms werden gedistribueerd in Japanse boekhandels en cinema's tijdens de geallieerde bezetting tussen 1945 en 1952. Hun invloed kan nog gezien worden in de vroege naoorlogse manga van Tezuka en andere mangaka. Onder andere de grote ogen en vervormde, lichamelijke kenmerken verschenen tijdens deze periode.
Tezuka werd waarschijnlijk het meest beïnvloed door het Amerikaanse dramaverhaal. Met name de Dagobert Duck-strips van Carl Barks waren naar eigen zeggen een grote inspiratiebron voor hem. Verder was het de beweeglijkheid en emotie van Hollywood die hij in zijn strips probeerde na te bootsen.
Wegens het tekort aan artsen in het bezette Japan werd Tezuka, toen 17 jaar oud, in 1945 toegelaten tot de Universiteit van Osaka (大阪大学, Ōsaka Daigaku) als student geneeskunde. Hij studeerde er in 1952 af, maar maakte nooit gebruik van zijn diploma.

## Carrière

### Vroege carrière
In 1946 debuteerde Tezuka als mangaka met Mā-chan no Nikki (マァチャンの日記帳). Dit was een eenvoudige yonkoma die dagelijks in de krant de Mainichi Shinbun (毎日新聞) verscheen.
In 1947 gaf hij New Treasure Island (新宝島, Shin Takarajima) uit, in akabon-formaat. Het was gebaseerd op een verhaal van Sakai Shichima (酒井七馬). In die tijd van crisis, toen men nauwelijks genoeg geld had voor brood en manga slechts een kleinschalige industrie was, werden er van dit meesterstuk 400.000 exemplaren verkocht. Dit gaf hem bekendheid in Japan en stimuleerde een nationaal verlangen naar akabon-manga en Tezuka-verhalen.
Zijn innovatieve technieken waren toen al aanwezig: de panelen waren opgesteld als een film, die actiedetails toonden met technieken zoals slow motion en het snel inzoomen naar close-ups. Vaak werden meerdere panelen voor een gedetailleerde weergave van opeenvolgende handelingen gebruikt, wat de manga een zeer vloeiend gevoel gaf. Dit soort visuele dynamiek werd alom overgenomen door latere mangaka.

### Populariteit
In 1951 begon Tezuka aan Jungle Taitei (ジャングル大帝, Janguru Taitei), een manga over dieren in Afrika die leren om samen te leven, De animetelevisieserie van Jungle Taitei was de allereerste animebewerking in kleur. Een jaar later begon hij aan Astroboy (鉄腕アトム, Tetsuwan Atom), een verhaal over een robotkind dat voor de vrede vecht. Deze titels werden snel klassiekers en behoren tot op heden tot zijn meest geliefde werken.
Astroboy is nog steeds internationaal bekend. De uitgave begon in Shōnen Zasshi (少年雑誌) in 1952. Tezuka werd daarbij beïnvloed door Pinokkio en Superman. De anime, die eerst verscheen in 1963, was de eerste van vele adaptaties van zijn eigen werken. Het was ook de eerste anime die in het buitenland uitgezonden werd. Er zijn tal van adaptaties en vervolgen geschreven, sommige door Tezuka, sommige door andere auteurs: een live action-reeks in 1959, een film in 1964, een tweede manga-reeks in 1972, een tweede anime in 1980 en een Hollywood-verfilming met een budget van 65.000.000$ in 2009.
In 1952 verhuisde Tezuka naar Tokio. Het appartementsgebouw waarin hij woonde, Tokiwa-so (トキワ荘), werd snel een magneet voor jonge kunstenaars die Tezuka als idool beschouwden en zijn assistent wilden worden. Sindsdien is Tokiwa-so het onderwerp van veel boeken en televisiedocumentaires geworden. Veel van Tezuka's assistenten zijn later zelf bekende mangaka geworden.
In 1953 verscheen de shonen manga Tsumi To Batsu, een bewerking van 'Misdaad en Straf', de roman van Fjodor Dostojevski.
Van 10 augustus 1969 tot en met 25 maart 1970 werd zijn manga I.L uitgegeven in 'Big Comic'.

### Het Shōjo-genre
Manga met lange verhalen die de hedendaagse shōjo-manga domineren, werden populair gemaakt door Tezuka Osamu. In 1953 begon hij Princess Knight (リボンの騎士, Ribon no Kishi) te tekenen voor het meisjestijdschrift Shōjo Club (少女クラブ). Het werk werd een sensatie onder Japanse meisjes en bevatte veel thema's van de huidige succesvolle shōjo-manga: liefde, het buitenland als locatie en een heldin met grote ogen en enigszins biseksuele persoonlijkheid. Princess Knight wordt algemeen beschouwd als het begin van de shōjo-manga in zijn moderne vorm. De anime-adaptatie van 1967 was de tweede in kleur.

### Volwassen manga
In 1954 begon Tezuka zijn belangrijkste werk, Feniks (火の鳥, Hi no Tori), te tekenen. Een vroege shōnen-versie werd gepubliceerd tussen 1954 en 1957, maar de uitgave van de definitieve versie begon pas in 1967. Het werk werd uiteindelijk afgemaakt in 1988, een jaar voor zijn overlijden. Feniks is Tezuka's meest intellectueel uitdagende werk. De zoektocht van de mens door de eeuwen heen naar de mythologische feniks en naar onsterfelijkheid wordt gebruikt als kader voor de analyse van de zin van het leven. Het is een complex verhaal dat zich zowel in het heden, in het oude Japan, als in de verre toekomst afspeelt, waarin veel personages verschijnen die opnieuw terugkeren in verschillende reïncarnaties. Feniks maakte deel uit van het Gekiga manga-genre dat in het midden van de jaren '50 verscheen. Het brak met de vroege naoorlogse werken, die eenvoudigere, minder serieuze thema's behandelden. Zelf noemde Tezuka Feniks zijn raifu wāku (life work, ライフワーク).
Hoewel de uitvinding van de moderne erotische manga niet aan Tezuka's naam verbonden is, heeft zijn bewerking van Duizend-en-één-nacht (千夜一夜物語, Senya Ichiya Monogatari) ook invloed gehad op het genre. De anime-adaptatie die in 1961 verscheen, bevatte veel erotische scènes die vaak verwijderd worden uit moderne westerse versies. Het bevat ook vroege bijdragen van opkomende figuren als Akio Sugino (杉野昭夫, Sugino Akio), Gisaburo Sugii (杉井儀三郎, Sugii Gisaburō) en Osamu Dezaki (出﨑統, Dezaki Osamu) als bescheiden animatoren. Er bestaat een Engelstalige versie, waarin de krokodilverkrachting, de lesbische prinses, incest en andere scènes ontbreken. Dit werk was een van de eerste erotische anime en het begin van een sub-genre dat sindsdien enorm populair is geworden. In 1970 volgde een gelijkaardige anime getiteld Cleopatra.
In 1967 richtte Tezuka COM (コム) op. Dit was een maandelijks manga-tijdschrift gewijd aan vrije meningsuitdrukking. Zijn doel was het creëren van een publicatie waarin alle vormen van artistieke vrijheid (inclusief seksuele beelden) gepubliceerd zouden kunnen worden. Zij aan zij met Garo (ガロ), een gelijkaardig tijdschrift uitgegeven door Seirindō (青林堂) in 1964, publiceerde COM werken met thema's voor volwassenen die in de toenmalige mainstream manga-tijdschriften niet aan bod konden komen.

### Latere carrière
Tezuka bleef een invloedrijk persoon. Latere belangrijke werken van hem zijn Black Jack (ブラック・ジャック, Burakku Jakku), Buddha (ブッダ, Budda) en Message to Adolf (アドルフに告ぐ, Adorufu ni Tsugu).
Tezuka begon Black Jack te schrijven in 1973. Het verhaal gaat over de medische avonturen van een dokter met een sterk gevoel voor rechtvaardigheid. Black Jack, het hoofdpersonage, is vandaag nog steeds een van de meest populaire anime-personages. Er bestaan talloze bewerkingen en spin-offs. De manga kreeg zelfs een theatervertolking in 1994 en een Kyōgen-vertolking in 2008.
Message to Adolf gaat over drie mannen die Adolf heten: Hitler, een Jood en een half-Japanse, half-Duitse jongen. Dit werk had een grote invloed op de erkenning van manga als literatuurvorm. Het wekelijkse literatuur- en actualiteitstijdschrift Shūkan Bunshun (週刊文春), begon het te publiceren in 1983. Het was de eerste keer dat in dit tijdschrift een manga verscheen.
Black Jack en Message to Adolf kregen beide de prestigieuze Kodansha Manga Prijs (講談社漫画賞, Kōdansha Manga Shō)-prijs, respectievelijk in 1977 en 1986.

## Overlijden
Het bericht van Tezuka's dood verscheen slechts vluchtig in enkele kranten buiten Japan. In zijn eigen land werd hij echter als een heilige berouwd. Zijn overlijden aan maagkanker op 9 februari 1989 verraste de Japanners meer dan die van keizer Shōwa een aantal weken ervoor. De jongere generatie treurde om zijn dood en in de media verschenen talloze biografieën over zijn leven. Zijn reputatie als een van de meest productieve en getalenteerde naoorlogse mangaka groeide explosief. Dit zorgde er echter voor dat men vaak dacht dat alleen hij het naoorlogse manga genre beïnvloed had, waardoor het werk van andere belangrijke hedendaagse mangaka soms over het hoofd werd gezien. Tezuka wordt vaak beschreven als een nationale held, iemand die niet slechts mangaka was, maar ook “a philosopher who passed his ideas on to posterity through the medium of manga”.

## Invloed
Tezuka's enorme invloed op naoorlogse manga en anime is ontegensprekelijk. Na zijn overlijden stond er in de Japanse krant Asahi Shinbun: “Zonder dr. Tezuka was de naoorlogse explosieve groei van manga in Japan nooit mogelijk geweest.”. Deze mening wordt evenzeer gedeeld door Japanse als door Westerse academici.
Fujiko Fujio (藤子不二雄, Fujiko Fujio), het pseudoniem van het duo achter de populaire manga Doraemon (ドラえもん), waren vroegere assistenten van Tezuka.
Shotaro Ishinomori (石ノ森 章太郎, Ishinomori Shōtarō), auteur van series als Cyborg 009 (サイボーグ 009, Saibōgu Zero-Zero-Nain) en Kamen Rider (仮面ライダー, Kamen Raidā), zei dat toen hij kind was, de werken van Tezuka voor hem ontzettend vernieuwend waren en hem overtuigden ook mangaka te willen worden.
Dororo (どろろ) had een belangrijke invloed op een van de bestsellers van 1990, Blade of the Immortal (無限の住人, Mugen no Jūnin) van Hiroaki Samura (沙村 広明, Samura Hiroaki).
Leiji Matsumoto (松本 零士, Matsumoto Reiji), de auteur van Captain Harlock (キャプテンハーロック, Kyaputen Hārokku) en Galaxy Express 999 (銀河鉄道999, Ginga Tetsudō Three Nine), zei dat hij Space Battleship Yamato (宇宙戦艦ヤマト, Uchū Senkan Yamato), waarschijnlijk nooit zou hebben kunnen bedenken zonder de invloed van Tezuka.
In 1968 vroeg de Amerikaanse filmregisseur Stanley Kubrick aan Tezuka of hij artdirector wilde worden van zijn volgende film, 2001: A Space Odyssey. Tezuka weigerde omdat hij zich niet kon veroorloven een jaar lang in het buitenland te wonen.
De Disney-film The Lion King van 1994 vertoont veel gelijkenissen met Tezuka's Jungle Taitei. Beiden zijn coming of age-verhalen die zich in Afrika afspelen en gaan over jonge leeuwen die de troon van hun vader proberen te herwinnen na zijn dood. In beide werken worden de protagonisten geholpen door komische vogels en oude, wijze baviaan-mentors. De held confronteert en verslaat een kwaadaardige antagonist-leeuw met een litteken boven zijn linkeroog, die gesteund wordt door een groep grappige hyena's. Hoewel er sprake was van plagiaat, besloot Mushi Production (虫プロダクション) om de zaak niet voor de rechtbank te brengen.
Osamu Tezuka wordt beschouwd als de meest invloedrijke mangaka ooit. De Japanse krant Asahi Shimbun (朝日新聞, Asahi Shinbun) publiceerde na Tezuka's overlijden: "Buitenlanders die een bezoek brengen aan Japan vinden het vaak moeilijk om te begrijpen waarom Japanners zoveel van manga houden. Een mogelijkheid is dat manga zo populair is in Japan juist omdat zij Tezuka Osamu hadden en andere landen niet."

### Publicaties in het Nederlands
- MW - Eerste boek, Geheimen
- MW - Tweede boek, Onthullingen
- Ayako Deel 1 : Een meisje om van te houden > maart 2012
- Ayako Deel 2 : Een familie om van te houden > mei 2012
- Ayako Deel 3 : Een wereld om van te houden > juli 2012
- Boeddha 8 delen, uitgeverij L
- Astro Boy, 6 delen, Standaard Uitgeverij
- Ode aan Kirihito Deel 1 Hondenlevens
- Ode aan Kirihito Deel 2 Mensenlevens

### Scenario
- Pluto deel 1, Glénat 2009, Scenario door Takashi Nagasaki, Osamu Tezuka & Naoki Urasawa

### Overige publicaties in het Engels
- Velocity
- John Byrne's Next Men Ltd. Volume 1, Mar 16, 1993
- John Byrne's Next Men Volume 2: Parallel (Book 2), May 10, 1994
- John Byrne's Danger Unlimited: The Phoenix Agenda, Aug 15, 1995
- Danger Unlimited, Apr 18, 1995
- Rascals in Paradise, Nov 15, 1994
- Adolf, An Exile In Japan (Adolf), Aug 22, 1996
- Adolf, Vol. 3: The Half-Aryan, Oct 22, 1996
- Adolf, Vol. 4: Days Of InfamyDec 22, 1996
- Adolf, Vol. 5: 1945 And All That Remains, Feb 22, 1997
- Tarzan in The Land That Time Forgot and The Pool of Time, Jun 11, 1996
- Red Rocket 7 (v. 7), Aug 18, 1998
- Metropolis, Apr 22, 2003
- Lost World Volume 1 (v. 1), Jul 15, 2003
- Nextworld Volume 1, Oct 14, 2003
- Nextworld Volume 2, Nov 18, 2003
- Phoenix: A Tale Of The Future, Jul 6, 2002
- Phoenix, Vol. 1: Dawn, Feb 26, 2003
- Phoenix, Vol. 2: A Tale of the Future, Dec 14, 2004
- Phoenix, Vol. 5: Resurrection, Dec 14, 2004
- Phoenix, Vol. 6 (Phoenix (Viz))Mar 21, 2006
- Phoenix, Vol. 7, Jun 13, 2006
- Phoenix, Vol. 11, Sep 18, 2007
- Phoenix, Vol. 12: Early Works, Mar 18, 2008
- Ode To Kirihito, Oct 24, 2006
- Dororo Volume 1 (v. 1), Apr 29, 2008
- Dororo, Volume 3 (v. 3), Aug 26, 2008
- Apollo's Song, Jun 8, 2007
- Apollo's Song, Part Two, Aug 31, 2010
- Kapilavastu (Buddha), 2010
- Buddha, box set, Jul 1, 2014
- Black Jack special: Operation down under, 1988
- Black Jack, Vol. 1, Sep 23, 2008
- Black Jack, Vol. 2, Nov 18, 2008
- Black Jack, Vol. 3, Jan 20, 2009
- Black Jack, Vol. 4, Mar 17, 2009
- Black Jack, Vol. 5, May 26, 2009
- Black Jack, Vol. 7, Sep 22, 2009
- Black Jack, Vol. 9, Jan 19, 2010
- Black Jack, Vol. 10, Mar 23, 2010
- Black Jack, Volume 11, May 25, 2010
- Swallowing The Earth, Jul 7, 2009
- Dororo, Mar 20, 2012
- Dororo, Volume 2, Jun 24, 2008
- Barbara, Oct 9, 2012
- Unico, Mar 26, 2009
- The Book of Human Insects, Dec 4, 2012
- Osamu Tezuka: The Mysterious Underground Men (Ten-cent Manga), Nov 30, 2013
- Triton of the Sea Volume 1 (Manga), Oct 22, 2013
- Triton of the Sea Volume 2 (Manga), Nov 26, 2013
- Atomcat (Astro Boy), Jun 25, 2013
- The Twin Knights (Princess Knight), Jul 30, 2013
- Princess Knight, Part 1, Aug 12, 2015
- Captain Ken Volume 2 (Manga) (Captain Ken Gn), Aug 18, 2015
- Message to Adolf, Part 1, Jun 8, 2016
- Message to Adolf, Part 2, Dec 18, 2012
- Brave Dan (Shonen Manga), Nov 10, 2014
- Captain Ken Volume 1 (Manga), Apr 28, 2015
- Astro Boy Omnibus Volume 1, Oct 13, 2015
- Astro Boy, Vol. 1, Apr 9, 2002
- Astro Boy Omnibus Volume 2, Jan 12, 2016
- Astro Boy, Vol. 2, May 7, 2002
- Astro Boy Omnibus Volume 3 (Astro City Omnibus), Apr 12, 2016
- Astro Boy Omnibus Volume 5, Oct 18, 2016
- Astro Boy Omnibus Volume 6, Jan 24, 2017
- Astro Boy Omnibus Volume 7, Apr 25, 2017
- Astro Boy Volume 8, Nov 12, 2002
- Astro Boy Volume 9, Dec 10, 2002
- Astro Boy, Vol. 11, Feb 18, 2003
- Astro Boy, Vol. 17, Aug 12, 2003
- Astro Boy Volume 21, Dec 9, 2003
- One Piece, Vol. 87, Aug 7, 2018

### Overige boeken
- Osamu Tezuka: Anime & Manga Character Sketchbook, Dec 15, 2015
- Osamu Tezuka: Anime Character Illustrations, Dec 15, 2015
- Manga! Manga!: The World of Japanese Comics, Jan 25, 2013
- John Landis, Mar 25, 2008
- Poster Pack: The Manga Art of Osamu Tezuka, Sep 1, 2014

### Over Tezuka
- The Art of Osamu Tezuka: God of Manga, Oct 1, 2009
- The Osamu Tezuka Story: A Life in Manga and Anime, 2016
- God of Comics: Osamu Tezuka and the Creation of Post-World War II Manga (Great Comics Artists Series), May 14, 2009

## Prijzen
- 1958 Shogakukan Manga-prijs voor Manga Seminar on Biology en Biiko-chan
- 1975 Bungeishunjū Manga Award
- 1975 Japan Cartoonists Association Award[15] — Special Award
- 1977 Kodansha Manga Prijs[16] voor Black Jack en The Three-Eyed One
- 1980 Inkpot Award, San Diego Comic-Con
- 1983 Shogakukan Manga-prijs voor Hidamari no Ki
- 1984 Animafest Zagreb Grand Prize voor Jumping
- 1985 Hiroshima International Animation Festival voor Onboro-Film
- 1986 Kodansha Manga Prijs voor Message to Adolf
- 1989 Nihon SF Taisho Award - Special Award
- 1989 Zuihōsho 3rd class
- 2004 Will Eisner-award voor Buddha (vols. 1–2)
- 2005 Will Eisner-award voor Buddha (vols. 3–4)
- 2009 Will Eisner-award voor Dororo

## Voetnoten
1. ↑  Tezuka schreef en tekende een record van ongeveer 150,000 pagina's voor 600 manga's en 60 geanimeerde werken, essays, lezingen en filmrecensies.
2. ↑  5 Amazing Things Invented by Donald Duck (Seriously) op Cracked.com, geraadpleegd op 21 oktober 2013
3. ↑  Akabon (赤本): een voorloper van het wekelijkse manga-tijdschrift (漫画雑誌, Manga Zasshi).
4. ↑  Een magazine van uitgever Shueisha gericht op een publiek van jongens.
5. ↑  Het appartement in Toshima, Tokio waar veel jonge mangaka woonden vooraleer ze bekend werden.
6. ↑  Een magazine van uitgeverij Kodansha gericht op een publiek van meisjes.
7. ↑  Go Nagai (永井 豪, Nagai Gō) wordt gerekend tot de grondligger van dit genre.
8. ↑  Een in Tokio gevestigde uitgeverij.
9. ↑  Magazine uitgegeven door de in Tokio gevestigde Bungeishunjū Ltd. (株式会社文藝春秋, Kabushiki-gaisha Bungeishunjū)
10. ↑  P.Gravett, Manga: Sixty Years of Japanese Comics, Harper Design, 2004
11. ↑  Asahi Shimbun (朝日新聞, Asahi Shinbun), Hoofdartikel over Tezuka, 10 februari 1989.
12. ↑  Osamu Tezuka was the “Walt Disney of Japan.” His beautiful manga biography shows why. Vox. Aja Romano. 2 augustus 2016.
13. ↑  Het animatiebedrijf verantwoordelijk voor Jungle Taitei en opgericht door Osamu Tezuka
14. ↑  F. Schodt, Dreamland Japan: Writings on Modern Manga, Berkley, California: Stone Bridge Press, 1996
15. ↑  日本漫画家協会賞, Nihon Mangaka Kyōkai Shō, een jaarlijkse prijs die wordt gesponsord door de Japan Cartoonists Association.
16. ↑  講談社漫画賞, Kōdansha Manga Shō, een jaarlijkse prijs die wordt gesponsord door uitgeverij Kodansha.